# Альваренга, Фабрисио
Фабри́сио О́скар Альваре́нга (исп. Fabricio Oscar Alvarenga; род. 17 января 1996, Аристобуло-дель-Валье, Мисьонес) — аргентинский футболист, полузащитник клуба «Иглезиас».

## Биография
Воспитанник «Велес Сарсфилд», поочередно прошедший все ступени юношеских и молодежных команд клуба, впоследствии попал в основной состав. Дебютировал в футболке «Велеса» 14 июля 2015 года в ничейном (2:2) домашнем поединке 16-го тура Примера Дивизиона против «Тигре». Фабрисио вышел на поле на 79-й минуте, заменив Агустина Доффо. Дебютным голом во взрослом футболе отличился 20 февраля 2016 года на 9-й минуте проигранного (2:3) выездного поединка 4-го тура Примера Дивизион против «Сан-Лоренсо». Альваренга вышел на поле в стартовом составе, а на 64-й минуте его заменил Леандро Десабато. Находился на контракте в клубе до конца августа 2020, за это время в чемпионате Аргентины сыграл 43 матча (2 гола), еще 6 матчей провел в национальном кубке.
В середине февраля 2018 года отправился в аренду в «Коритибу». В новой команде дебютировал 4 марта 2018 года в проигранном (0:3) домашнем поединке 1-го тура Лиги Паранаэнсе против «Маринги». Фабрисио вышел на поле на 56-й минуте, заменив Руя. В марте 2018 сыграл 5 матчей в чемпионате штата. Также 5 раз попадал в заявку «Коритибы» на поединки бразильской Серии B. В конце декабря 2018 вернулся в «Велес». А уже 1 января 2019 отправился в аренду в «Депортиво Морон». В Сегунде Дивизионе сыграл 21 матч, в которых отличился 3-ю голами. В конце июня 2020 года вернулся в «Велес».
29 августа 2020 подписал 2-летний контракт с донецким «Олимпиком».